# Сюй Фу
Сюй Фу (кит. трад. 徐福 или 徐巿, пиньинь Xú Fú) родился в 255 году до н. э. в царстве Ци, во время империи Цинь он был магом и гадателем при дворе. Император Цинь Шихуанди дважды посылал его в экспедицию по восточным морям с целью найти эликсир бессмертия. Его экспедиции проводились в  219 и 210 годах до н. э. Считается, что его флот состоял из 60 кораблей, с командой из  5000 матросов, на кораблях было 3000 девочек и мальчиков , и ремесленники с разными навыками. После второй экспедиции он не возвращался.   В литературе можно найти немало предположений, что он высадился в Японии, и там умер.

## Путешествие
Император  Цинь Шихуанди страшно боялся смерти и хотел найти способ вечной жизни. Он поручил Сюй Фу организовать поиски секретов бессмертия. В 219 году Сюй Фу организовал экспедицию, в которой участвовало 300 не достигших совершеннолетия девочек и мальчиков к горе Пэнлай в океане, где должны были жить небожители, в том числе Аньци Шэн. Целью экспедиции было разыскать эликсир бессмертия. Несколько лет он странствовал по морям, но так и не нашёл горы Пэнлай. Когда в 210 году император спросил его о результатах поисков,  Сюй Фу рассказал, что путь нельзя было преодолеть, так как он охранялся гигантскими рыбами. Для того, чтобы убить рыб, требовались хорошие лучники. Император согласился, и дал ему в распоряжение лучников. Сюй Фу снова вышел в море, но назад уже не вернулся. В Ши цзи говорится, что он прибыл в местность с плоской равниной и обширными болотами (平原廣澤), где объявил себя царём и не стал возвращаться назад. 
Поздние исторические хроники также не дают ясной информации о месте, где высадился Сюй Фу.
Сань-го чжи (История Троецарствия), Хоу Ханьшу (история поздней династии Хань) , Гуади чжи называют место, где он высадился  "Даньчжоу" (亶州), однако местоположение Даньчжоу не указывается. Лишь через 1100 лет монах  Ичу эпохи Поздняя Чжоу (951-960) написал, что Сюй Фу высадился в Японии, и отождествил гору Фудзи с горой Пэнлай. Эта легенда распространилась в Японии, где возникли мемориалы Сюй Фу.

## Японская теория
Те, кто считают, что Сюй Фу высадился в Японии, предполагают, что его миссия дала толчок развитию древней японской цивилизации. Около 300 до н. э. исчезает культура Дзёмон, и сторонники японской теории считают, что именно Сюй Фу принёс новые технологии и растения, которые позволили улучшить уровень жизни. В Японии возникло поклонение Сюй Фу как божеству земледелия, медицины и шёлка. 
В Сюйчжоу, недалеко от Янчжоу создан "Институт исследований Сюй Фу" при театральном училище Сюйчжоу.